# Eric Swenne

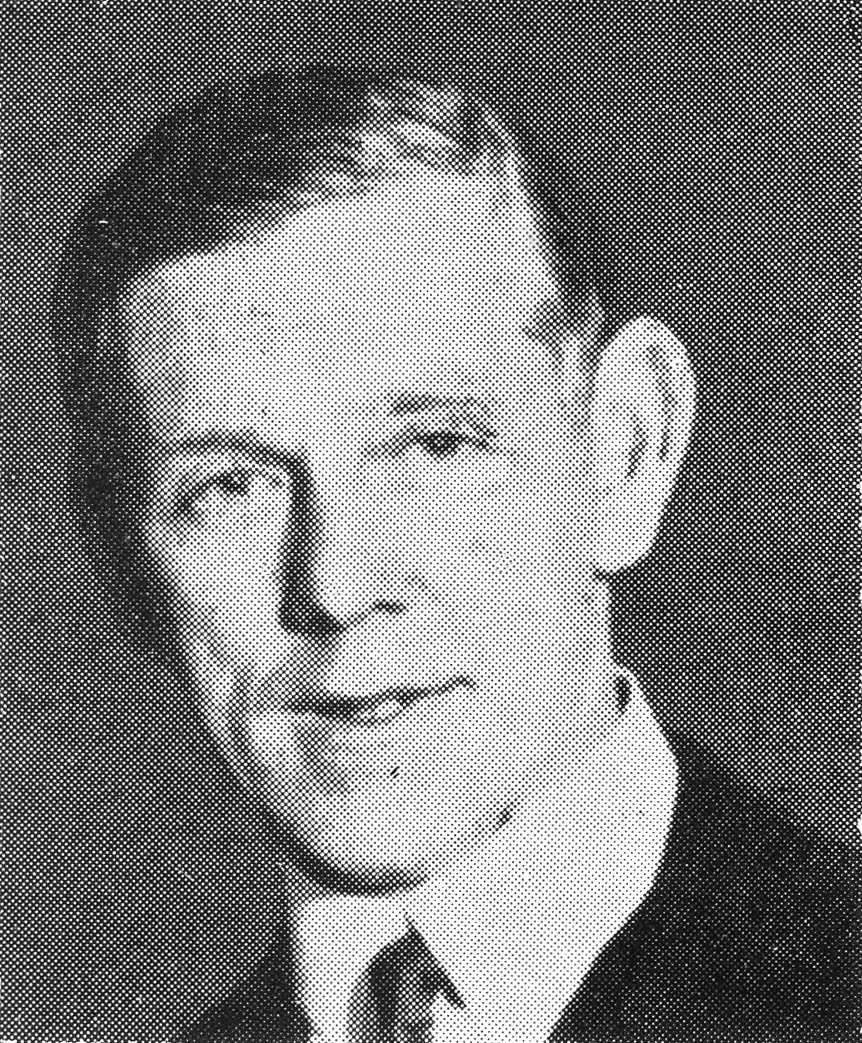
Eric Swenne

Adolf Eric Swenne, född 8 juni 1890 i Göteborg, död 14 december 1958 i Little Kerslow, Buckinghamshire, var en svensk tidningsman.
Eric Swenne var son till handlaren Carl Henrik Swenson. Han avlade mogenhetsexamen i Göteborg 1908 och var anställd i Stockholm vid tidningen Dagen 1908–1909 och vid Svenska Telegrambyrån 1909–1916, därav 1915–1916 som chef för dess inrikesavdelning. Efter att 1917–1918 ha studerat vid Uppsala universitet, där han blev filosofie kandidat 1918, var han 1918–1919 stockholmsredaktör åt Göteborgs Handels- och Sjöfarts-Tidning och övergick därefter till Svenska Dagbladet. Från 1921 var han stationerad i London som korrespondent först åt Svenska Dagbladet, 1932–1937 åt Stockholms-Tidningen och Aftonbladet samt från 1937 enbart åt Aftonbladet. Swenne av som journalist mångsidig men särskilt välorienterad i ekonomiska frågor. han var ordförande i Foreign Press Association in London 1927–1934 och valdes 1934 till dess hedersordförande. Han utgav bland annat Dagsnyheten förr och nu, en minnesskrift vid Svenska Telegrambyråns 50-årsjubileum 1917. Inom Anglo-Swedish Society var han synnerligen aktiv och dess Honorary Secretary.